# Aki hűtlen, pórul jár
Az Aki hűtlen, pórul jár Joseph Haydn 1773. július 26-án, Eszterházán bemutatott kétfelvonásos vígoperája.

## Az opera története
Az opera Esterházy Pál Antal özvegye, Maria Anna Lunati-Visconti névnapjára íródott. A premieren számos előkelőség jelen volt, többek között Mária Terézia és lánya, Mária Krisztina főhercegnő, valamint annak férje, Albert von Sachsen-Teschen herceg. Amikor augusztus utolsó napjaiban a királynő immár hivatalosan (ugyanis az operaelőadáson inkognitóban volt jelen) bejelentett látogatására készültek, kézenfekvőnek tűnt a nagy sikert aratott vígopera újbóli elővétele. Az újabb előadásra Mária Terézia látogatásának első napján került sor, míg másnap Haydn egy másik operáját, a Philémon és Baucist játszották. Állítólag ekkor jegyezte meg a királynő, hogy ha jó operaelőadást akar látni, akkor Eszterházára kell ellátogatnia. Az opera harmadik előadására 1774. július 1-jén került sor a modenai követ látogatása alkalmából.
Az opera ma Budapesten őrzött autográf kéziratából hiányzik a nyitány, amelynek partitúra oldalai Berlinben kerültek elő. Az opera librettóját valószínűleg már Haydn életében lefordították németre, de német nyelvű előadásairól nem maradtak fent dokumentumok. A mű 20. századi bemutatójára 1930-ban Bécsben került sor. Ekkor a zenei anyaghoz új német nyelvű librettót készítettek. 1959-ben a Magyar Állami Operaház az eredeti változatot vitte színre, és ezután az opera eredeti formájában került színre az 1960-as években Drottningholmban, Bernben, Londonban, Zürichben, Luxemburgban, Grazban, Párizsban és Berlinben. A Magyar Állami Operaház legutóbb 2000-ben újította fel a darabot.
Az operát a 2009. június 14-én, a miskolci Bartók+Bécs Operafesztiválon is bemutatták Káel Csaba rendezésében. Vespina: Csereklyei Andrea, Sandrina: Celeng Mária, Nencio: Timothy Bentch, Filippo: Kálmán László, Nanni: Kovács István. Az Orfeo Kamarazenekart Vashegyi György vezényelte.

## Az opera szereplői
| Szereplő                               | Hangfekvés       |
| -------------------------------------- | ---------------- |
| Vespina, Nanni húga, Nencio szerelmese | szoprán          |
| Sandrina, Nanni szerelmese             | koloratúrszoprán |
| Nencio, gazdag paraszt, az előbbi apja | tenor            |
| Filippo, öreg paraszt                  | tenor            |
| Nanni, Vespina bátya, Sandrina kedvese | basszus          |

- Történik: egy kis olasz faluban, 1700-ban

## Az opera cselekménye

### I. felvonás
Vespina udvarlója Nencio, aki nemrég állapodott meg Filippóval, hogy az ő lányát fogja feleségül venni. Sandrina kedvese Nani, egy ágrólszakadt legény, Filippo viszont gazdag. Ezért az apa inkább hozzá adná lányát. Sandrina persze tiltakozik Filippo döntése ellen, de minden hiába. Ezért Vespina és Nani elhatározzák, hogy összefognak, és bosszút állnak az érzelmeiken átgázoló gazdán. Nencio eközben ingadozik a két lány között, és hol ennek bókol, hol annak. Ezzel nem kis bosszúságot okoz a két barátnőnek.

### II. felvonás
Vespina idős asszonynak álcázza magát. Úgy tesz, mintha véletlenül botlana Filippóba, majd beszélni kezd neki egy szökött férjről, egy bizonyos Nenciórol, akinek a felkutatására indult. Azt állítja, hogy ő Nencio anyósa, és a férfi elhagyta háromgyermekes feleségét. A beszélgetést kihallgató Sandrina már-már elárulná magát, de apja még időben leinti. Amikor az öregasszony eltűnik, Nencio keresi fel leendő apósát, aki nyomban kiadja a legény útját.
Vespina ezután elegáns szolgának öltözve tér vissza, és azonnal Nencióhoz siet. Elújságolja neki, hogy rövidesen megérkezik gazdája, Ripafratta márki, és meg fogja kérni Filippótól Sandrina kezét. Nencio ezután Filippóhoz indul, hogy magyarázatot kérjen viselkedésére, és értesítse az új fejleményekről. Ezután lép színre a márki, aki nem más, mint Vespina álruhában, és meg is kéri Sandrina kezét. Csak egy baj van: ő magas rangú nemes, aki nem köthet rangon aluli házasságot. Ezért Sandrina formailag egyik konyhalegényének lesz a felesége. Nencio jót mulat az öreg Filippón, és mindjárt ajánlkozik is esküvői tanúnak. Az öreg paraszt számára a pénz nagyúr, ezért rögtön győzködni kezdi lányát, hogy fogadja el az ajánlatot. De Sandrina erre nem hajlandó: ő Nanniát szereti. Azonban hiába tiltakozik, apja nem tágít.
Megjelenik a jegyző, aki megint csak az álruhás Vespina, és már fel is vezeti a vőlegénynek kiszemelt konyhalegényt, aki nem más, mint Nannia álruhában. Elkezdődik a házassági ceremónia. Filippo elkezdi diktálni a házasulandó felek nevét. Amikor rákérdez Nanniótól a gazdája nevére, az nem tudja azt megmondani. Helyette csak azt hajtogatja, hogy hát a márki, aki báró és gróf is egy személyben. Filippo gyanút fog, Nannia és Vespina pedig leleplezik magukat. És mit is tehetne az öreg gazda, hogy ne legyen ország-világ előtt nevetség tárgya, minthogy beleegyezik lánya és Nannia házasságába, Vespina pedig megbocsát hűtlenkedő kedvesének, Nenciának.

## Az opera zenéje
Az Aki hűtlen pórul jár-t általában Haydn legjobb vígoperájának szokták tekinteni. A zene sok behízelgő dallamot és bravúros énektechnikát alkalmazó részletet tartalmaz. A történet abszolút főszereplője Vespina. Az ő számára négy áriát komponált a szerző, ezek közül hármat álruhában, elváltoztatott hanggal kell előadnia. Mindkét felvonás zenekari bevezetővel kezdődik, a zenei anyag összesen huszonnyolc számból épül fel. Az első felvonás nyitójelenete a Singspiel hagyományokat követi, az áriák nagy része pedig Paisiello és Cimarosa hatásáról árulkodik.

## Hangfelvételek
- Vespina – Edith Mathis, Sandrina – Barbara Hendricks, Nencio – Claes H. Ahnsjö, Filippo – Aldo Baldin, Nannio – Michael Devlin. Közreműködik a Lausanne-i kamarazenekar. Vezényel és csembalón játszik: Doráti Antal. A felvétel helye és ideje: Epalinges (Svájc), Grande Salle, 1980. A kiadás éve: 1993. Philips 432 413-2 2 CD ADD Stereo.
- Vespina – Kalmár Magda, Sandrina – Pászthy Júlia, Nencio – Fülöp Attila, Filippo – Rozsos István, Nannio – Gregor József. Közreműködik a Liszt Ferenc Kamarazenekar. Vezényel: Sándor Frigyes. A felvétel helyes és ideje: Budapest, Olasz Intézet, 1976. A kiadás éve: 1997. Hungaroton HCD 11832-33 2 CD ADD Stereo